# Phạm Lê Thảo Nguyên
Phạm Lê Thảo Nguyên est une joueuse d'échecs vietnamienne née le 7 décembre 1987. Maître international (titre mixte) depuis 2013, elle a remporté la médaille d'argent au championnat d'Asie d'échecs individuel féminin de 2011.
Au 1er février 2017, elle est la numéro un vietnamienne et la 119e joueuse mondiale avec un classement Elo de 2 351 points.

## Biographie
Phạm Lê Thảo Nguyên est mariée depuis 2015 au joueur d'échecs Nguyễn Ngọc Trường Sơn.

## Compétitions par équipe
Phạm Lê Thảo Nguyên a représenté le Vietnam lors des cinq olympiades féminines de 2008 à 2016,. Elle remporta la médaille de bronze individuelle au deuxième échiquier en 2010. Elle jouait au premier échiquier en 2012 et 2016. Le Vietnam finit septième de l'olympiade d'échecs de 2016 à Bakou, meilleur résultat aux olympiades des équipes du Vietnam (l'équipe masculine finit également septième en 2012).
Phạm Lê Thảo Nguyên a également participé à trois championnats du monde par équipe féminine (en 2007, 2009 et 2011), remportant la médaille de bronze individuelle à l'échiquier de réserve en 2007.